# Sahabeddin Buz

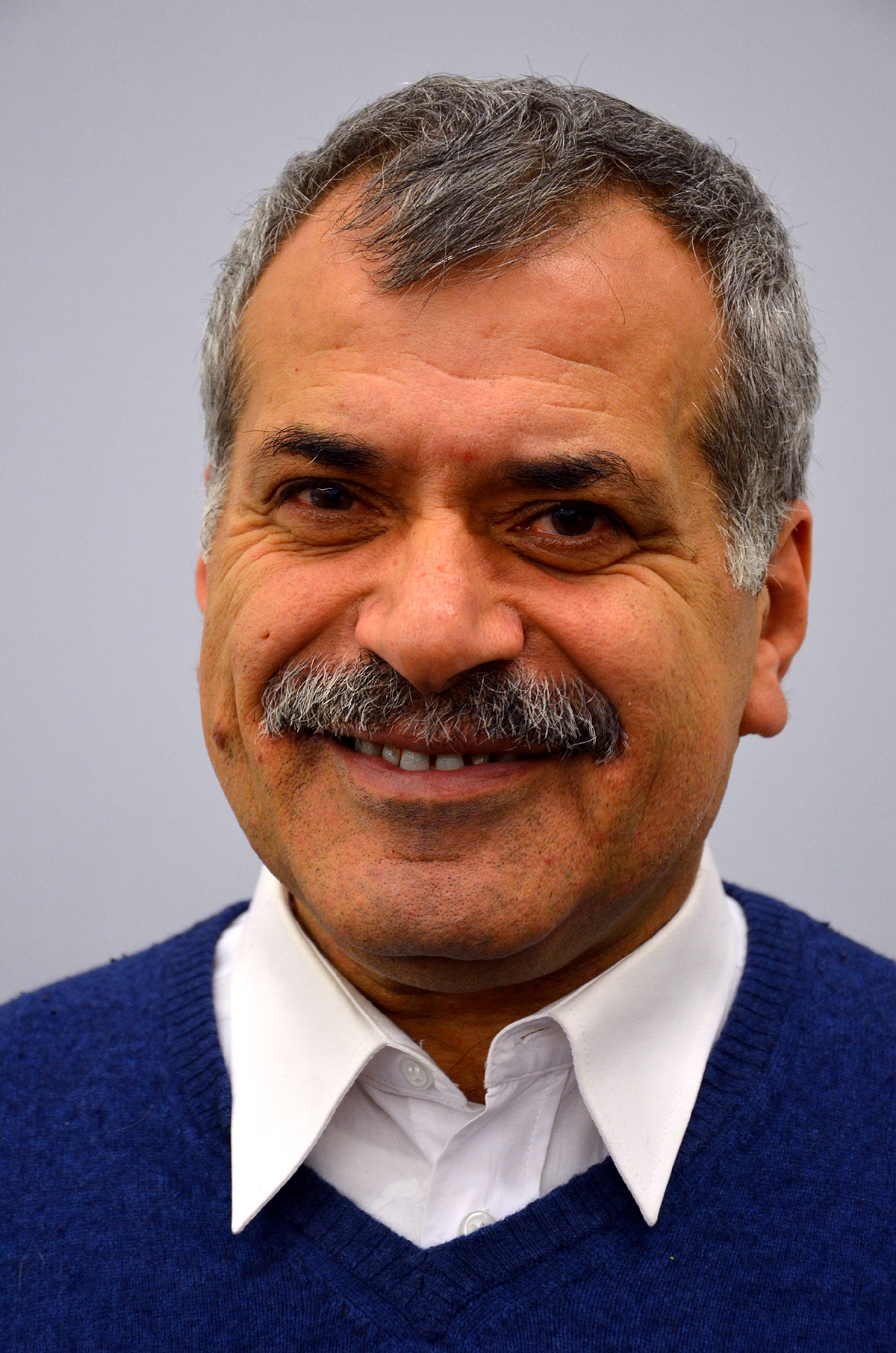
Sahabeddin Buz

Sahabeddin Buz (* 1951 in Antakya, Türkei) ist ein deutscher Maschinenbauingenieur und  Sozialpädagoge. Der arabische Alevit setzt sich insbesondere für Bildung und Integration ein und wurde im Jahr 2014 mit dem Bundesverdienstkreuz am Bande für „herausragendes Engagement von Menschen mit Migrationshintergrund“ geehrt.

## Leben
Geboren in der türkischen Stadt Antakya, wo seit Jahrhunderten Menschen verschiedener Glaubenszugehörigkeiten zusammenleben, führte der Schulweg von Sahabeddin Buz an einer Kirche, einer Moschee und einer Synagoge vorbei. Über seine Jugendzeit äußerte sich Buz später: „Wir haben nicht darüber diskutiert, wessen Religion wahr ist.“

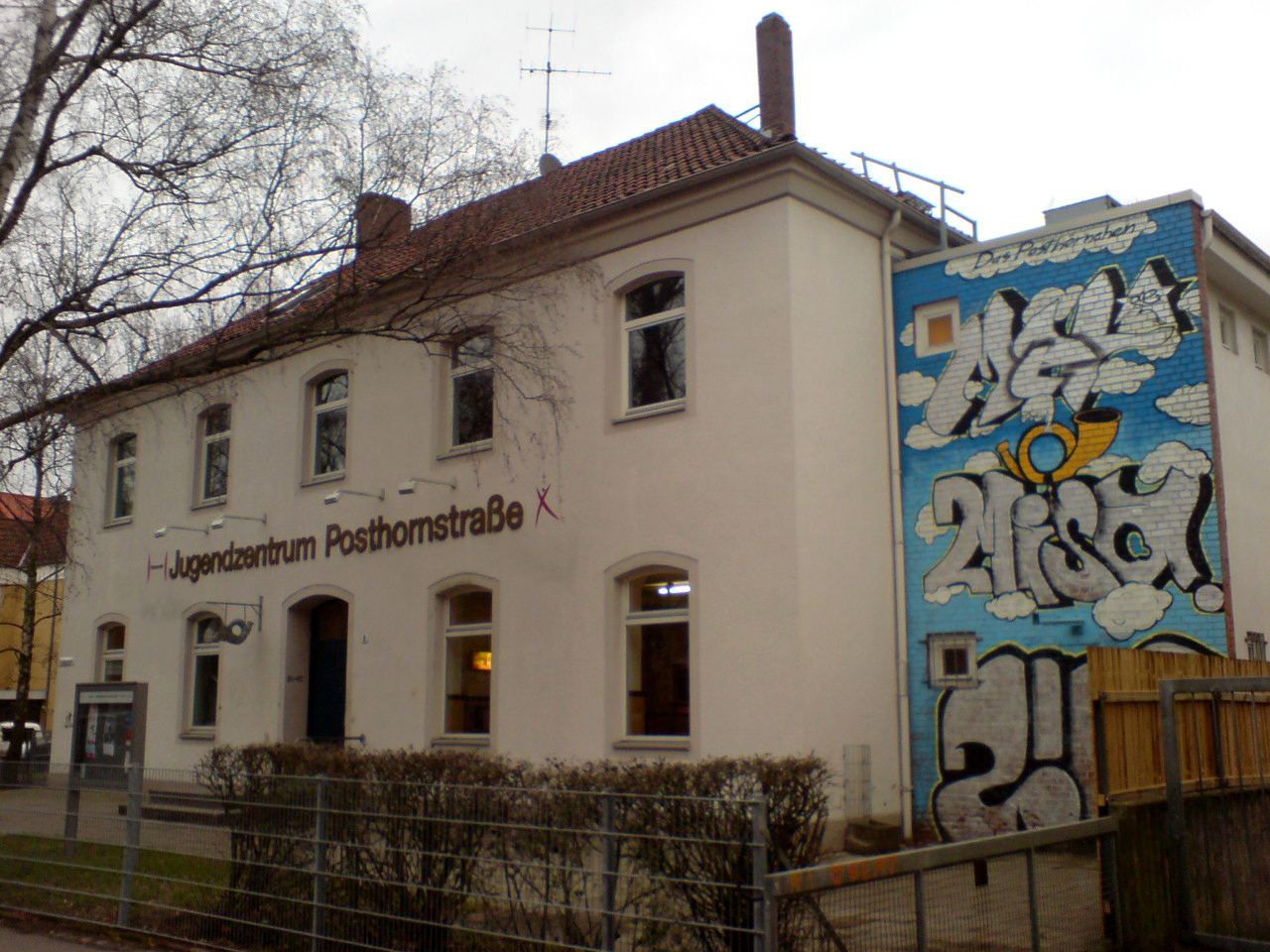
Im Jugendzentrum Posthornstraße in Linden wurde Sahabeddin Buz 1982 als Sozialpädagoge tätig, um „Jugendliche mit Migrationshintergrund in einen Beruf zu bringen.“

Ab 1968 durchlief Buz ein Maschinenbau-Studium an der Universität Konstanz und ging zehn Jahre später im Jahr 1978 nach Hannover, wo er zunächst eine Stelle als Ingenieur annahm. Schon zwei Jahre darauf wurde Buz, der sechs Sprachen gelernt hat, 1980 als türkischsprachiger Sozialpädagoge im Jugendzentrum Posthornstraße im hannoverschen Stadtteil Linden-Mitte tätig. Im dortigen Team half er beispielsweise eingewanderten Eltern bei der Übersetzung von Anträgen, arbeitete vielfach mit den örtlichen Schulen zusammen und versuchte, „die Jugendlichen mit Migrationshintergrund in einen Beruf zu bringen“.
Nachdem Sahabeddin Buz die Türkische Staatsbürgerschaft abgelegt und den dortigen Wehrdienst verweigert hatte, wurde der Pädagoge im Jahr 1982 bei einem Besuch seiner Eltern in der Türkei verhaftet. Mehrere Monate lang saß er in einem türkischen Gefängnis in Haft - und wurde anschließend mit einem Ausreiseverbot belegt. Daraufhin mietete die damalige Jugendamtsleiterin Heidi Alm-Merk ein Segelboot, mit dem Sahabeddin Buz aus der Türkei geschleust werden konnte.
Zurück in Deutschland, gründete Sahabeddin Buz, der im Jahr 1984 die deutsche Staatsbürgerschaft angenommen hatte, gemeinsam mit Gleichgesinnten 1988 den Verein Can Arcadas, dessen Ziel die Integration von Migranten mittels Sport und Bildung ist. Nach eigener Aussage wollte Buz damit helfen, dass „Menschen, die einen anderen kulturellen Hintergrund haben, sich in Deutschland wohl fühlen und sich zu einem Teil der Gesellschaft machen“ und „in allen gesellschaftlichen Bereichen, in Parteien, Gewerkschaften und bei kulturellen Veranstaltungen sichtbar werden.“
Ebenfalls im Jahr 1988 war Sahabeddin Buz Mitbegründer von Spokusa, dem Verein für Sport, Kultur und soziale Arbeit in Hannover. 2008 war Buz einer der Mitbegründer des Hauses der Religionen und vertritt seitdem dort die Glaubensrichtung arabischer Aleviten.
Sahabeddin Buz, der im hannoverschen Stadtteil Südstadt lebt, engagiert sich seit 2012 im Integrationsbeirat Südstadt-Bult. Nach Auffassung von Buz, der mit seiner Frau zwei Töchter hat, „kümmert sich die Gesellschaft hier [...] darum, dass sich die Menschen mit Migrationshintergrund wohlfühlen, die Sprache lernen und am sozialen Leben teilnehmen“, was in Hannover meist selbstverständlich, im Bezirk Südstadt-Bult aber noch selbstverständlicher wäre.

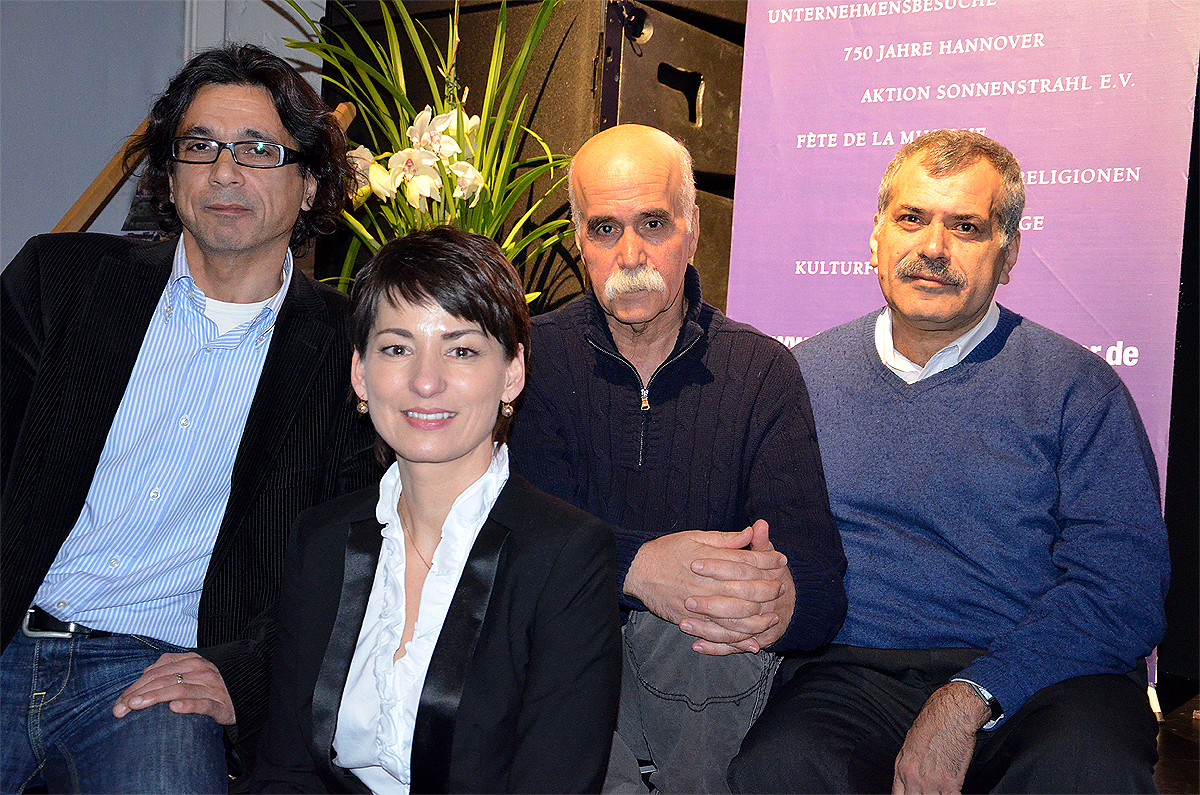
Von links: Erol Akbulut (Can Arcadas), Jasmin Arbabian-Vogel (VdU), Asghar Eslami (Kargah e.V.) und Sahabeddin Buz Ende November 2013;
bei der Verleihung des Stadtkulturpreises, Sonderpreis für bürgerschaftliches Engagement durch den Freundeskreis Hannover

Der im Jahr 1988 von Sahabeddin Buz mitgegründete Verein Can Arcadas, Verein für interkulturelle Erziehung, Bildung, Kultur und Sport e.V. wurde 2013, ebenso wie Kargah e.V., Verein für interkulturelle Kommunikation, Migrations- und Flüchtlingsarbeit, vom Freundeskreis Hannover mit dem Stadtkulturpreis - Sonderpreis für herausragendes bürgerschaftliches Engagement geehrt.
Im Juli 2014 wurde Sahabeddin Buz, der zu Beginn des Jahres Rentner wurde, der Mitglied der SPD und der Gewerkschaft ver.di ist sowie zum Beirat der Dr. Buhmann Stiftung ernannt wurde, von Bundespräsident Joachim Gauck das Bundesverdienstkreuz am Bande überreicht für „herausragendes Engagement von Menschen mit Migrationshintergrund“.

## Medienecho (Auswahl)
- Konrad Boidol: Ein Leben für die Integration, in: Hallo Döhren, Verlagsbeilage zu hallo Wochenende vom 13. September 2014, S. 8